# Église Saint-Nicolas de Meursault
L'église Saint-Nicolas est une église du XVe siècle, consacrée à saint Nicolas, de style roman et gothique. Elle se situe à Meursault en Côte-d'Or, en Bourgogne-Franche-Comté. Elle est classée aux Monuments historiques depuis 1846.

## Historique
Plusieurs chapelles ou églises de style roman, avec une seule nef se succèdent à l'emplacement de l'église actuelle, détruites, rebâties aux XIIe et XIIIe siècles, elle est englobée dans l'enceinte du château fort de Meursault de 1337 (remanié et devenu depuis hôtel de ville de Meursault avec son toit en tuile vernissée de Bourgogne).

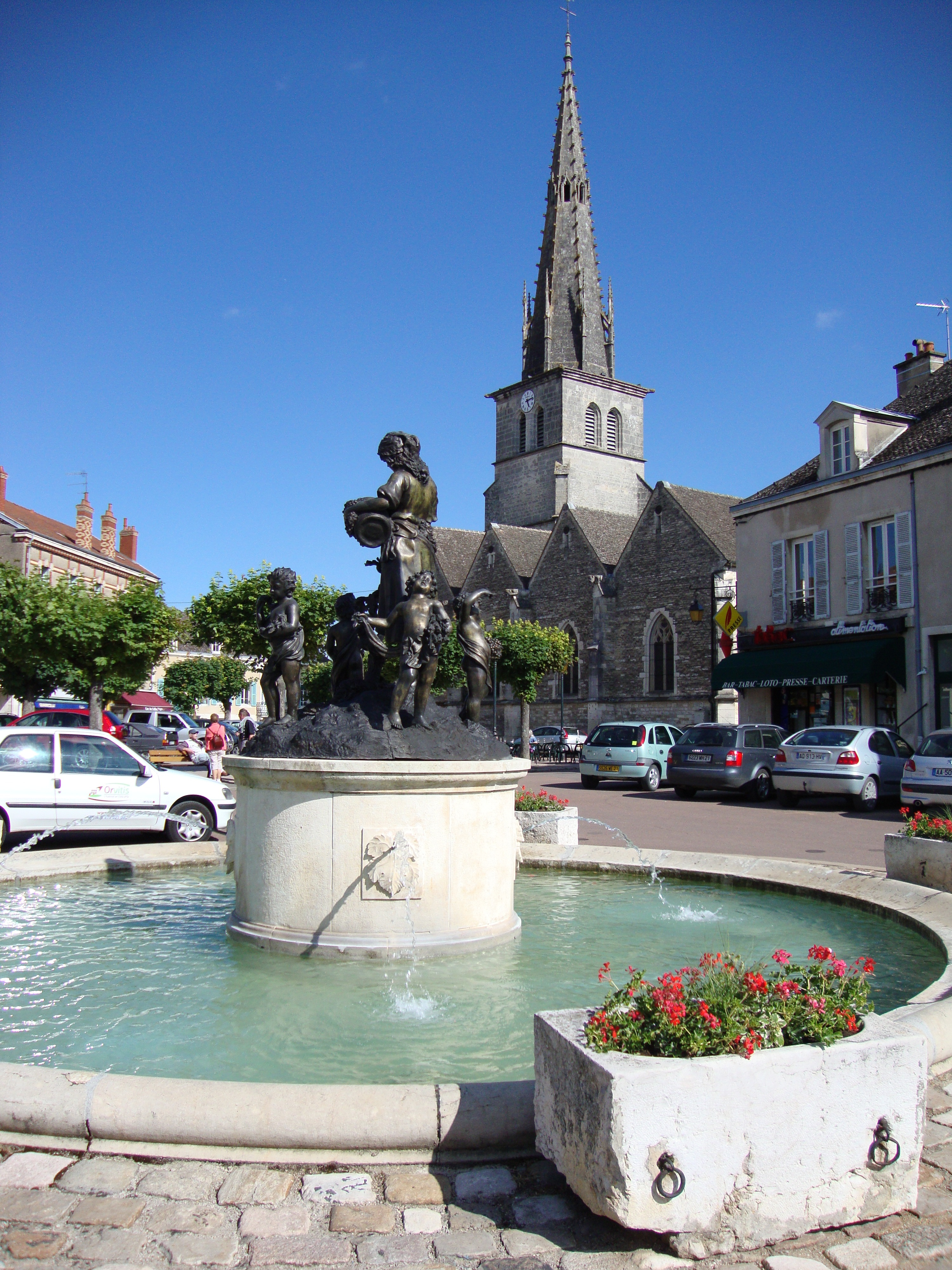
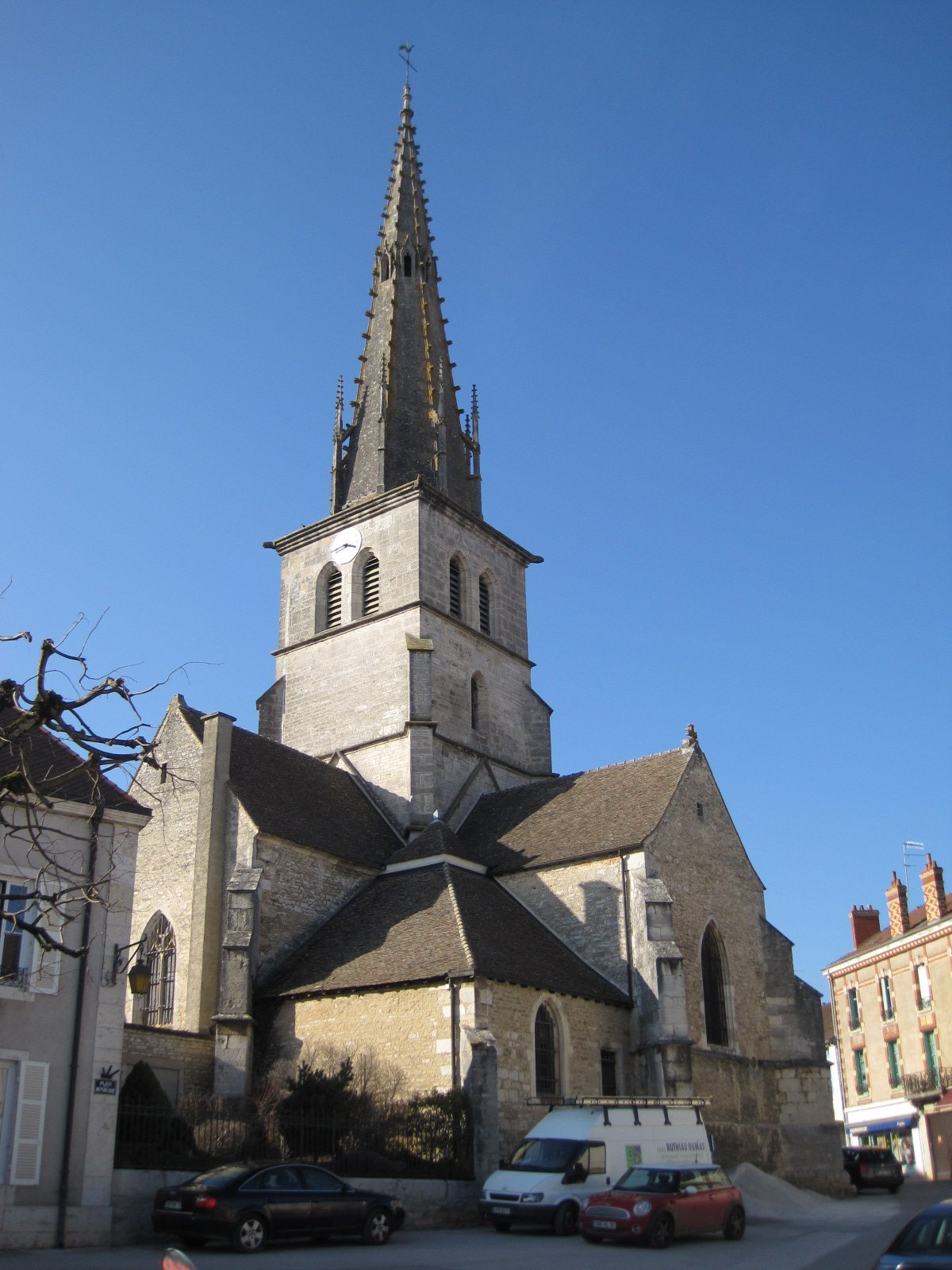

Vers 1480 l'église est incendiée et à nouveau reconstruite en style gothique par les abbés de l'abbaye de Cluny avec d'abord le chœur, le transept, une flèche octogonale de 57 mètres en pierre avec crochets et petits arcs boutants relevés en pinacle et un clocher en pierre également de 1200 tonnes. Ce clocher, de nos jours, abrite trois cloches.
En 1843 l'église est agrandie par une triple nef qui lui donne la forme d'une basilique.
En 1989 les piliers du transept sont restaurés et le coq girouette est remplacé.
En 1927 l’orgue de marque Mutin & Cavaille-Coll est installé dans l'église.

## Description

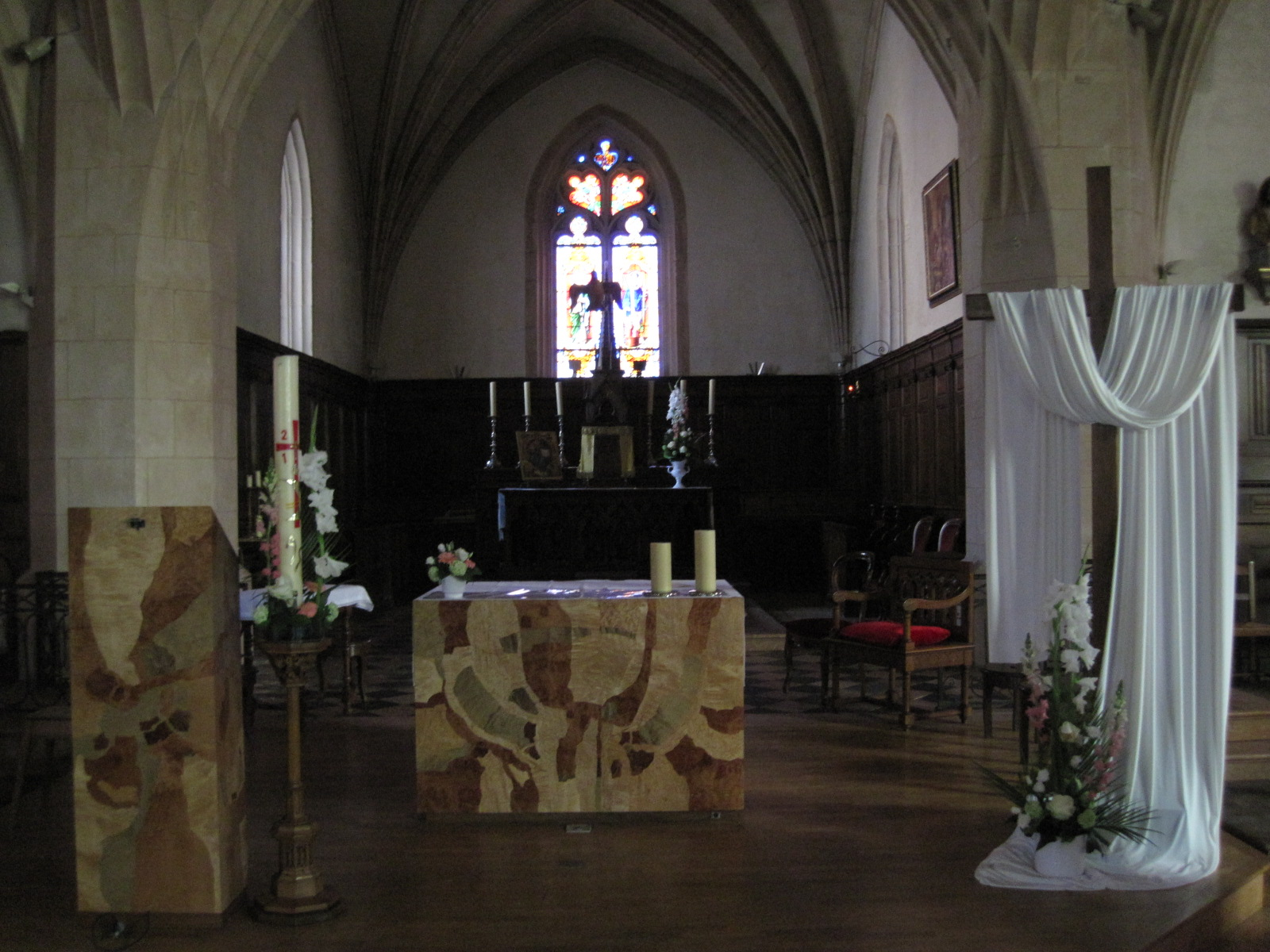
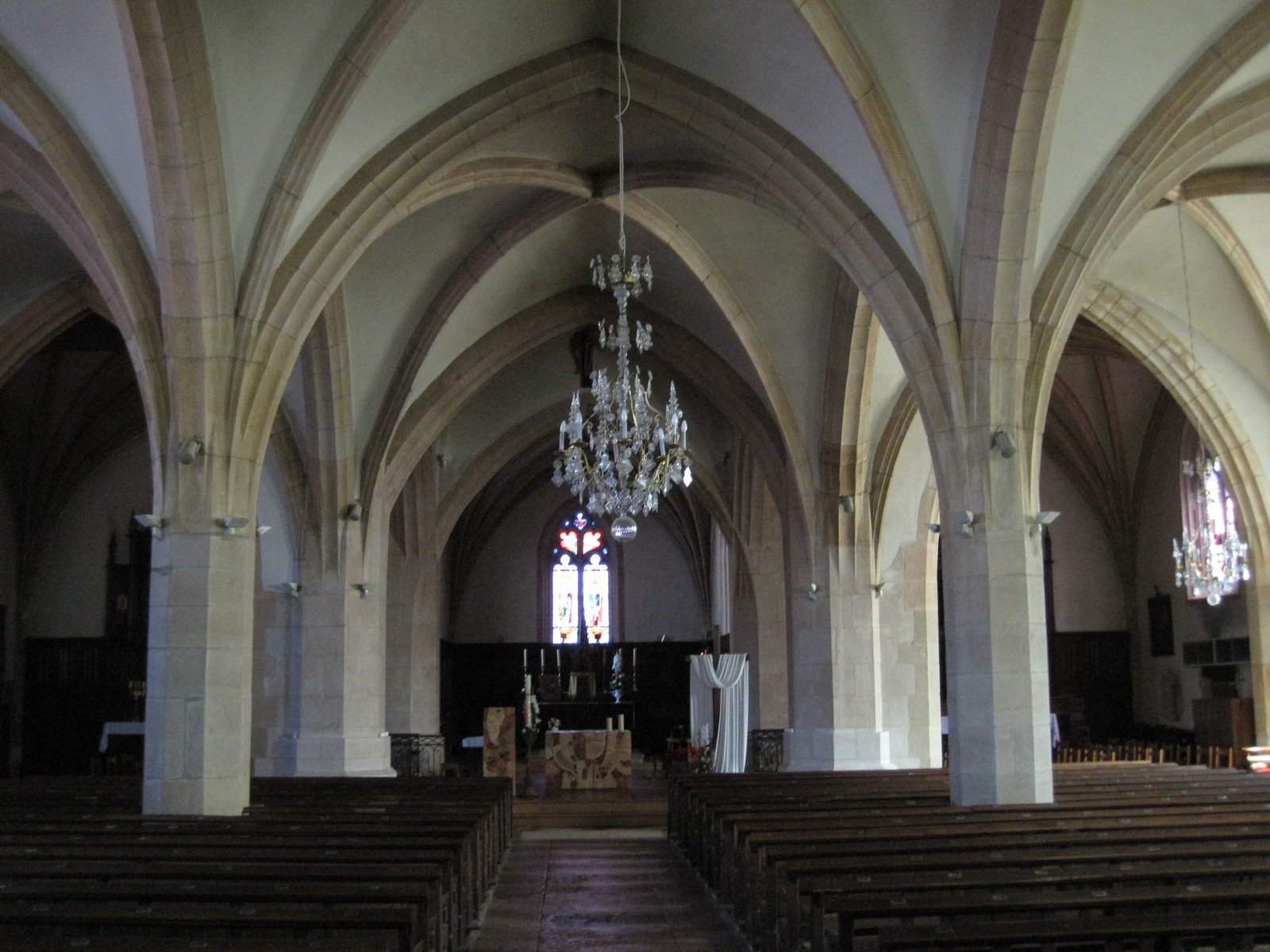
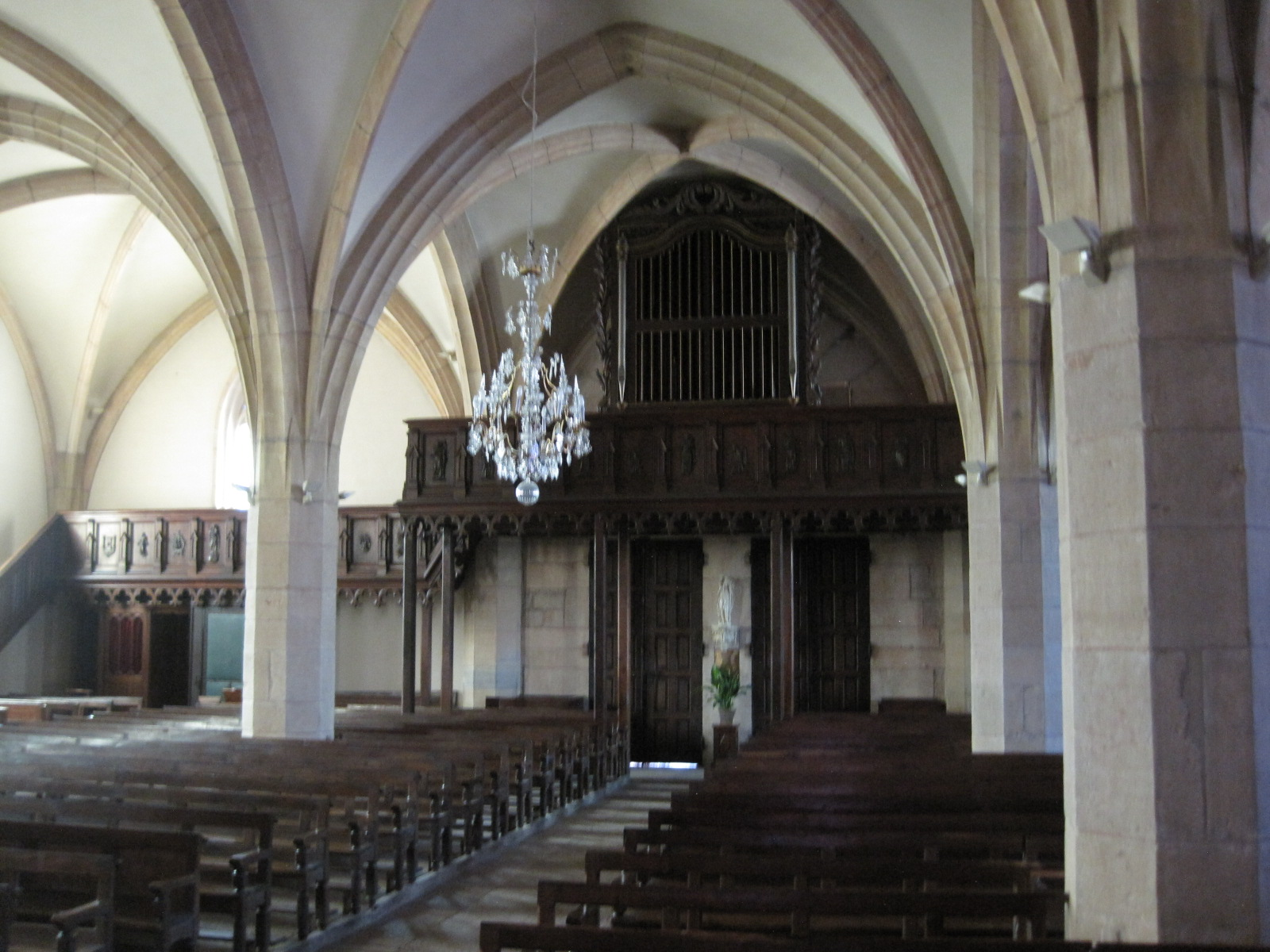
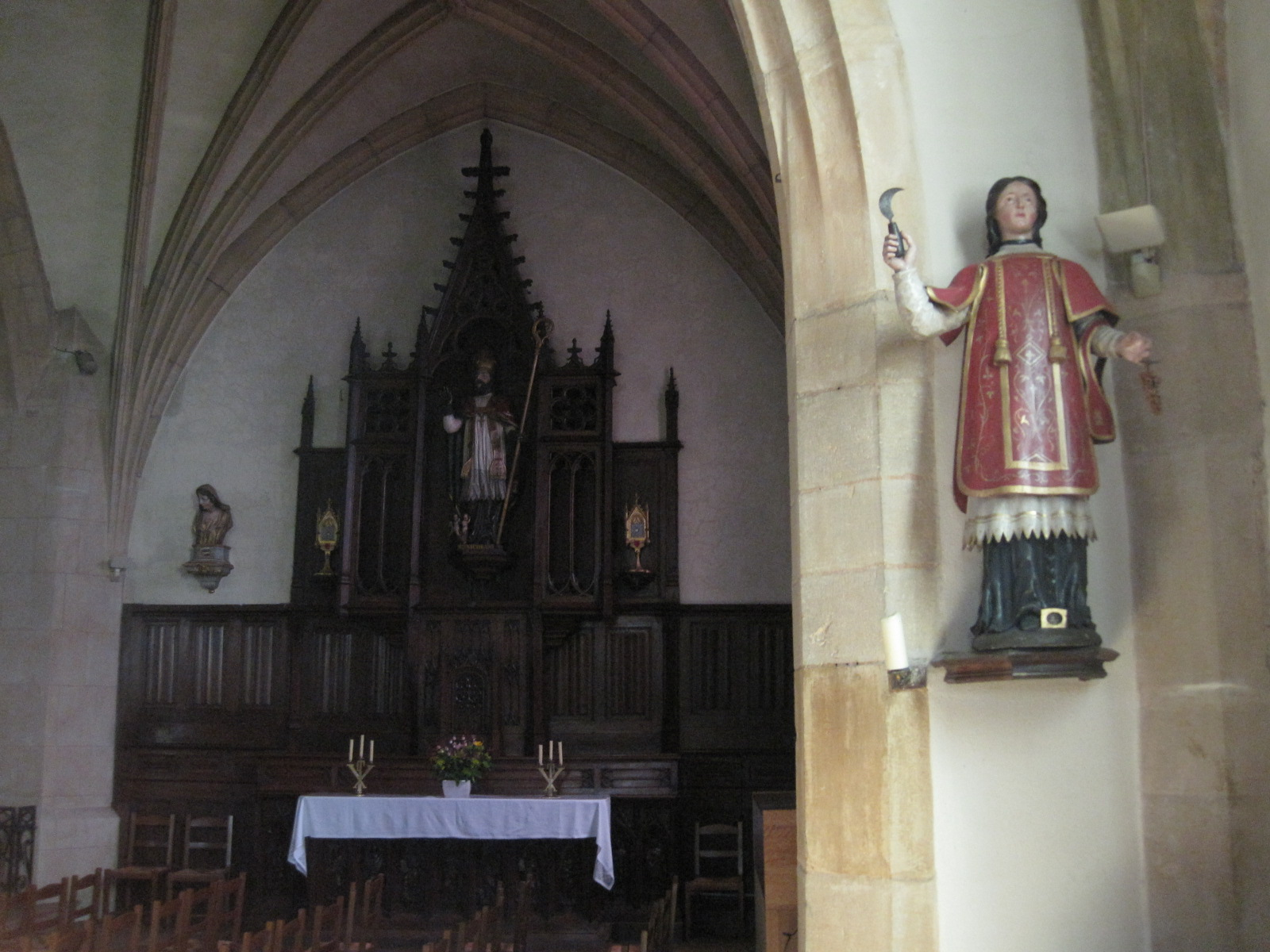